# NGC 532
NGC 532 este o galaxie spirală situată în constelația Peștii. A fost descoperită în 4 septembrie 1786 de către William Herschel. De asemenea, a fost observată încă o dată de către John Herschel.